# 宁金抗沙峰
宁金抗沙峰（藏語：གནོད་སྦྱིན་གང་བཟང，威利转写：gnod sbyin gang bzang，THL：Nöjin Gangzang）是中華人民共和國西藏自治区拉轨岗日山脉的最高峰，位於江孜县、仁布县、浪卡子县三县交界处，海拔7206（一作7191）米。
圣湖羊卓雍错位于其东部，雅鲁藏布江从其北部流过。周围耸立着10余座6000米以上的山峰。1986年4月28日，中国西藏登山队的12人从该峰南坡沿西南山脊路线首次登上顶峰。